# 桑原秋成
桑原 秋成（くわはら の あきなり）は、平安時代初期の官人。姓は公。官位は外従五位下・主計助。

## 出自
『新撰姓氏録』によれば、桑原公は上毛野氏の多奇波世君の末裔であるとされる。

## 経歴
延暦15年（796年）5月に渤海使・呂定琳を送り届けるために送渤海客使に任ぜられて、上野介・御長広岳と共に渤海へ渡る（この時の官位は正六位上・式部大録）。同年10月に渤海王の啓を携えて朝廷に復命し、御長広岳と共に昇叙を受けて秋成は外従五位下に叙せられる。間もなく大和介として地方官に転ずる。延暦18年（799年）主計助に任ぜられて京官に復している。

## 官歴
『日本後紀』による。
- 時期不詳：正六位上。式部大録
- 延暦15年（796年） 5月17日：送渤海客使。10月4日：外従五位下。10月27日：大和介
- 延暦18年（799年） 正月29日：主計助

## 系譜
- 父：不詳
- 母：不詳
- 生母不明の子女
  - 男子：都腹赤[3]（789-825）
  - 男子：都貞継[3]（791-852）